# Särkijärvi (sjö i Finland, lat 61,00, long 23,60)
Särkijärvi är en sjö i Finland. Den ligger i kommunen Urdiala i landskapet Birkaland, i den södra delen av landet, 120 km nordväst om huvudstaden Helsingfors. Särkijärvi ligger 116,1 meter över havet. I omgivningarna runt Särkijärvi växer i huvudsak blandskog. Arean är 1,64 kvadratkilometer och strandlinjen är 8,29 kilometer lång. Sjön  ingår i Kumo älvs huvudavrinningsområde. 